# Arbaa Ait Abdellah
Arbaa Ait Abdellah (franska: Arbaa Ait Abdellah (CR), Arbaa Ait Abdellah (Commune Rurale), arabiska: اثنين أداي) är en kommun i Marocko.   Den ligger i provinsen Sidi Ifni och regionen Guelmim-Oued Noun, 600 km sydväst om huvudstaden Rabat. Antalet invånare är 3 911.